# Ludwig Müller
Ludwig Müller, född 23 juni 1883, död 31 juli 1945, var en nazistisk tysk präst.
Müller var militärpastor (Wehrkreispfarrer) i Königsberg och från 1933 riksbiskop i den av Nationalsocialistiska tyska arbetarepartiet nybildade Tyska rikskyrkan (Deutsche Christen).
Kort efter slutet av andra världskriget begick han självmord.